# Adriano Marinetti
Adriano Marinetti, italijanski general, * 30. september 1875, † 25. oktober 1954.